# هوربانوو ۱۲۵۹
سیارک ۱۲۵۹ (به انگلیسی: 1259 Ogyalla، نامگذاری:1933BT) هزار و دویست و پنجاه و نهمین سیارک کشف شده‌است که در ۲۹ ژانویه ۱۹۳۳ و در هایدلبرگ کشف شد.
قدر مطلق سیارک برابر ۱۱٫۰۰ است.